# Manntra
Manntra – chorwacki zespół industrial-metalowy i folk-rockowy założony latem 2011 w Umagu.
29 listopada 2012 nakładem wytwórni Spona grupa wydała swój pierwszy album, „Horizont”. Na początku 2014 zespół podpisał kontrakt płytowy z wytwórnią Croatia Records, której nakładem 16 marca 2015 ukazał się drugi album grupy zatytułowany „Venera”.
Założycielami zespołu byli wokalista i gitarzysta Marko Matijević Sekul, basista Zoltan Lečei (członkowie Omega lithium), perkusista Andrea Kert i gitarzysta Marko Purišić. W marcu 2016 Lečei opuścił grupę, a zastąpił go Danijel Šćuric. Do zespołu dołączył również Boris Kolarić (gitarzysta). W tym samym roku z zespołu odszedł również Purišić. Pod koniec 2016 do zespołu dołączyli również Filip Majdak i Maja Kolarić, natomiast odszedł z niego Šćuric.
W październiku 2016 grupa opublikowała utwór „Meridian”, zapowiadający nową płytę zespołu pod tym samym tytułem, która została wydana w sierpniu 2017 roku. W 2018 roku Purišić ponownie został członkiem grupy.

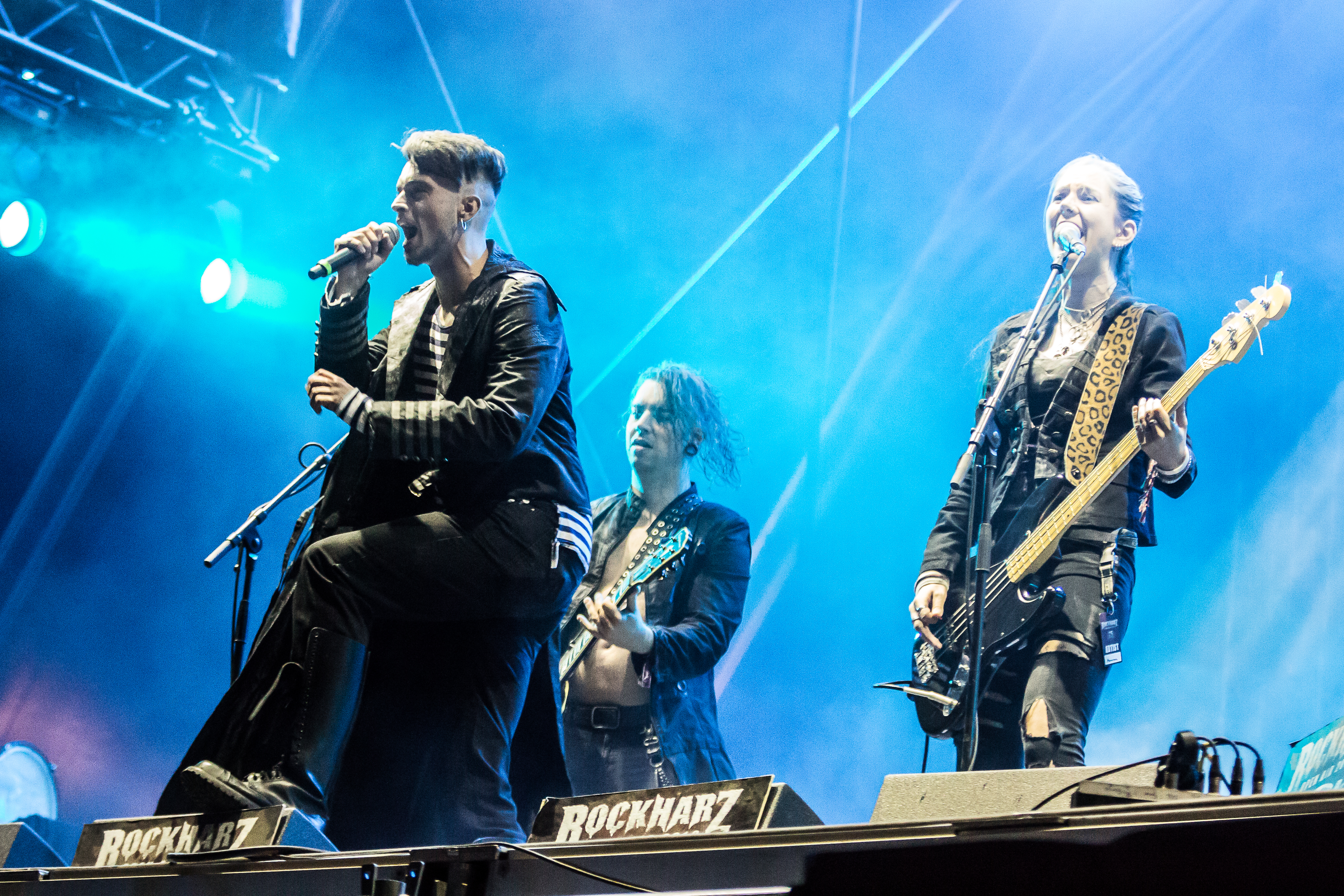
Manntra podczas występu na Rockharz Open Air 2018

W 2019 roku zespół zgłosił się do festiwalu Dora, mającego wyłonić reprezentanta Chorwacji w Konkursie Piosenki Eurowizji z piosenką „In The Shadows” i został zakwalifikowany do grona 16 finalistów. W finale, który odbył się 16 lutego w Opatii zespół wystąpił jako ostatni, 16. w kolejności i zajął 4. miejsce z 12 punktami (5 od jury + 7 od widzów). Nieco ponad miesiąc po finale, zespół opublikował chorwackojęzyczną wersję utworu, zatytułowaną „U sjeni”.
27 lipca 2019 nakładem wytwórni NoCut Entertainment wydany został kolejny album grupy, zatytułowany „Oyka!”. 26 marca 2021 ukazała się kolejna płyta zespołu, „Monster Mind Consuming”. W styczniu 2022 do zespołu dołączył gitarzysta Dorian Pavlović, który zastąpił Marko Purišicia.

## Dyskografia
| Rok  | Tytuł                                                                               | Pozycje na listach przebojów | Pozycje na listach przebojów |
| Rok  | Tytuł                                                                               | CRO Top Domaćih              | CRO Top Kombiniranih         |
| ---- | ----------------------------------------------------------------------------------- | ---------------------------- | ---------------------------- |
| 2012 | Horizont - Wydany: 29 listopada 2012 - Wytwórnia: Spona                             | –                            | –                            |
| 2015 | Venera - Wydany: 16 marca 2015 - Wytwórnia: Croatia Records                         | 20                           | 22                           |
| 2017 | Meridian - Wydany: 11 sierpnia 2017 - Wytwórnia: Menart/Bleeding Nose Records       | –                            | –                            |
| 2019 | Oyka! - Wydany: 27 lipca 2019 - Wytwórnia: NoCut Entertainment                      | –                            | –                            |
| 2021 | Monster Mind Consuming - Wydany: 26 marca 2021 - Wytwórnia: NoCut Entertainment/SPV | –                            | –                            |